# Pablo Marisi
Pablo Andrés Marisi (Casilda, Argentina, 27 de septiembre de 1989) es un futbolista argentino. Juega como delantero o mediapunta. Actualmente es jugador del Club Sportivo Luqueño de Paraguay.

## Trayectoria

### Inicios
Se inició en Aprendices Casildenses y posteriormente se formó en Newell´s Old Boys.

### Atlántico F.C. (2017-2018)
Arribó a Puerto Plata para sumarse a "La Máquina Azul" a mitad de la Liga Dominicana de Fútbol 2017. El equipo bajo la dirección técnica de Miguel Ángel Zahzú fue Campeón de la LDF 2017 superando en la Final al Club Atlético Pantoja. Marisi disputó doce partidos y convirtió cinco goles. 
En 2018, anotó diez tantos más convirtiéndose en el máximo goleador histórico del club.

### Cibao F.C. (2018)
Llegó a Cibao F.C. a mediados del 2018 para disputar la liguilla final de la Liga Dominicana de Fútbol 2018. Fueron campeones de la LDF 2018 al ganarle la final al conjunto de Atlético San Francisco por 1-0. Marisi logró así su segundo título en la liga dominicana, con cinco tantos en siete encuentros.

### Club Atlético Pantoja (2019)
Marisi arribó en febrero de 2019 al Club Atlético Pantoja, con el que disputó la Liga de Campeones de la Concacaf 2019 frente al New York Red Bulls en los octavos de final.
Formó parte del mismo equipo durante la Liga Dominicana de Fútbol 2019. Fueron campeones del Torneo Apertura y obtuvieron el pase a la Super Final 2019 para luego vencer al ganador del Torneo Clausura. El equipo acabó siendo campeón de la liga.
Marisi recibió el galardón como Máximo Goleador de la LDF 2019, por marcar trece goles en los veintidós partidos en los que participó. Además fue elegido para formar parte del 11 Ideal de la Temporada.

### Cibao F.C. (2020)
En enero de 2020 se incorporó de nuevo aa Cibao F.C. para disputar el Campeonato de Clubes de la CFU 2020 en el Anthony Spaulding Sports Complex de Kingston, Jamaica.
Marisi marcó el único gol en la competición del equipo, que obtuvo la clasificación a la siguiente fase, luego de un empate a cero frente al local Waterhouse FC y un 1-1 contra el Don Bosco FC.
También participó en la SuperCopa LDF 2020 frente al Atlético Vega Real, partido en el que marcó un gol. Tras este partido se suspendieron las competiciones por la Pandemia del COVID-19.

### Atlético Vega Real (2020)
Marisi se unió al Atlético Vega Real para disputar la LDF 2020 luego del parate por la Pandemia del COVID-19. Con este equipo disputó seis encuentros, en los que convirtió cuatro goles.

### Naples United F.C. (2021)
Marisi se unió al Naples United FC para la NPSL 2021. El equipo se consagró Campeón en la Sunshine Conference de la NPSL. Marisi disputó catorce partidos y convirtió ocho goles

### Club Sportivo Luqueño (2022)
Marisi se unió al Club Sportivo Luqueño en febrero de 2022 para jugar la División Intermedia de Paraguay.

## Clubes
| Club                         | País                 | Año       | Partidos | Goles |
| ---------------------------- | -------------------- | --------- | -------- | ----- |
| Club Sportivo Luqueño        | Paraguay             | 2022      |          |       |
| Naples United F.C.           | Estados Unidos       | 2021      | 14       | 8     |
| Atlético Vega Real           | República Dominicana | 2020      | 6        | 4     |
| Cibao F.C.                   | República Dominicana | 2020      | 3        | 2     |
| Club Atlético Pantoja        | República Dominicana | 2019      | 24       | 13    |
| Cibao F.C.                   | República Dominicana | 2018      | 8        | 5     |
| Atlántico F.C.               | República Dominicana | 2017-2018 | 34       | 15    |
| Club Atlético Carcarañá      | Argentina            | 2016      | 28       | 15    |
| Juventud Unida Universitario | Argentina            | 2015-2016 | 5        | 1     |
| Aprendices Casildenses       | Argentina            | 2013-2014 | 92       | 49    |
| Studebaker M.S.B.            | Argentina            | 2012      | 31       | 4     |
| Aprendices Casildenses       | Argentina            | 2010-2011 | 41       | 12    |
| Newell's Old Boys            | Argentina            | 2007-2010 | -        | -     |
| Aprendices Casildenses       | Argentina            | 2006      | 5        | -     |

## Palmarés

### Campeonatos nacionales
| Título                         | Club                         | País                 | Año  |
| ------------------------------ | ---------------------------- | -------------------- | ---- |
| NPSL Sunshine Conference       | Naples United F.C.           | Estados Unidos       | 2021 |
| Liga Dominicana de Fútbol 2019 | Club Atlético Pantoja        | República Dominicana | 2019 |
| Liga Dominicana de Fútbol 2018 | Cibao F.C.                   | República Dominicana | 2018 |
| Liga Dominicana de Fútbol 2017 | Atlántico F.C.               | República Dominicana | 2017 |
| Ascenso Nacional B             | Juventud Unida Universitario | Argentina            | 2015 |